# Адмирал Истомин (сторожевой корабль)
INS «Tamal» (бывший «Адмирал Истомин») — российский фрегат проекта 11356 для ВМС Индии. Бортовой номер F71.

## Название
Изначально был назван в честь контр-адмирала Российского императорского флота Владимира Ивановича Истомина для ВМФ России, а потом переименован в «Tamal» (в переводе с санскрита «Меч») для ВМС Индии.

## История постройки корабля
Фрегат заложен 15 ноября 2013 года на ССЗ «Янтарь» в Калининграде (заводской номер № 01361).
1 июля 2017 года в ходе Международного военно-морского салона (МВМС-2017) командованием ВМФ России было объявлено, что простаивавший на судостроительном заводе «Янтарь» из-за непоставок Украиной двигателей производства ГП НПКГ «Зоря-Машпроект» фрегат будет достроен и передан Черноморскому флоту ВМФ России. Контракт на постройку четырёх фрегатов проекта 11356 между Россией и Индией был подписан в 2018 году. Планируется возобновление строительства для ВМС Индии в 2019 году.
Корпус корабля спущен на воду в ноябре 2017 года, для освобождения стапеля.
Строительство возобновлено для ВМС Индии 14 августа 2019 года.
INS «Tamal» повторно спущен на воду в 2024 году на заводе «Янтарь».
1 июля 2025 года торжественно передан ВМС Индии.